# Jü Cö-min
Jü Cö-min (Yu Zemin; pinjin hangsúlyjelekkel: Yú Zémín; egyszerűsített kínai: 余泽民; hagyományos kínai: 余澤民; Wade–Giles átírással: Yu Tse-min) (Peking, 1964 –) Magyarországon élő kínai orvos, író, novellista, műfordító, számos kortárs magyar író fordítója (Kertész Imre, Esterházy Péter, Nádas Péter, Márai Sándor, Krasznahorkai László, Spiró György, Dragomán György, valamint Bartis Attila, Dalos György, Tar Sándor, Hazai Attila, Gion Nándor, Pályi András, Tóth Krisztina, Hendi Péter, drMáriás, Müller Péter, Szőcs Géza stb.).
Tevékenységével meghatározó szerepet játszik elsősorban a kortárs magyar irodalom megismertetésében és népszerűsítésében a Kínai Népköztársaságban, Tajvanon és általában a teljes kínai nyelvterületen. 1991 óta él Magyarországon: 1997-ig Szegeden, majd Budapesten. Felesége magyar; két gyermekük van.

## Életpályája
Édesapja mérnök, erőműveket tervezett; édesanyja orvos, nőgyógyász, egy pekingi kórház vezetője. 1989-ben fejezte be tanulmányait a Pekingi Orvostudományi Egyetemen. Párhuzamosan a Pekingi Zeneakadémián is mesterfokú diplomát szerzett zenepszichológiából. Részt vett a pekingi Tienanmen téri tüntetéseken. Az ott felállított kórházi sátorban végzett önkéntes munkát.
A megtorlástól, illetve az esetleges szélsőséges visszarendeződéstől tartva határozta el, hogy lehetőség szerint távozik a Kínai Népköztársaságból. 1991 őszén egy Szegedi Egyetemen dolgozó kínai kutatóorvos barátja intézte el, hogy kutatóorvosként kutatási ösztöndíjjal meghívást kapjon az egyetemre. Azonban megérkezése után az állást mégsem kapta meg, így rövid időre egy magánklinikán helyezkedett el. Mivel csak a Pekingi Zeneakadémián szerzett diplomáját sikerült honosíttatnia, ezt követően nyelvtanításból, fordításból élt.
Barátja, Herner János irodalmár (professzor a Szegedi Egyetemen, a 2000 című folyóirat alapító szerkesztője) – aki egyébként eredetileg páciense volt a magánklinikán – ismertette össze több magyar íróval, Krasznahorkai Lászlóval, Karátson Gáborral, Szilágyi Ákossal.
Önképzéssel, minden szervezett tanfolyam nélkül a hétköznapokban, baráti beszélgetésekkel, és novellák fordításával (Krasznahorkai Kegyelmi viszonyok című kötetéből) tanult meg kiválóan magyarul.
Alkalmi amatőr színészként feltűnik Cs. Nagy Sándor 1996-os Képzelt kínai című kísérleti rövidfilmjében, amelyet az 1997-es Magyar Filmszemlén mutattak be.
1997-ben költözött Szegedről Budapestre.
Kínában a kilencvenes évektől kezdve megélénkült az érdeklődés a II. világháború alatt a japán megszállást követő kegyetlenkedésekkel, mészárlással, népirtással kapcsolatosan; talán ennek tudható be az érdeklődés fokozódása az ezzel párhuzamos európai történések iránt. Különösen mert a japánok ugyanúgy tekintik kultúrájuk meghatározó gyökerének a kínai kultúrát, mint az európaiak, így a németek, magyarok is a zsidó vallást és kultúrát. 2002-ben, miután világgá röppent a hír, hogy Kertész Imrének ítélték oda az irodalmi Nobel díjat, édesanyja hívta fel a figyelmét, hogy Kínában magyar műfordítókat keresnek. Kínában ekkor már több mint húsz éve nem jelent meg magyar szerző munkája. Így kapta első megbízását a Sorstalanság lefordítására.
Közben a fordításában elsőként megjelent Kertész-elbeszélés, Az angol lobogó hatalmas siker lett. Többszöri kiadást is megért rövid idő alatt.
A Sorstalanság 2004-ben a várakozásoknak megfelelően szintén hatalmas siker lett.
2005-től saját elbeszéléseivel Kínában kínai nyelven eddig nyolc kötete jelent meg. Ezek a novellák jelenleg magyarul még nem olvashatóak.
Felesége – aki időközben megtanult kínaiul és sinológus végzettségre is szert tett – dolgozik a fordításokon.
2006-tól a Fiction World című kínai újság szerkesztőjeként is népszerűsíti a magyar irodalmat.

## Művei

### Novellái
- 2005-től: elbeszélések összesen nyolc kötetben különféle kínai kiadóknál (kínai nyelven)

Köztük a《匈牙利舞曲》(~Magyar tánc) és《狭窄的天光》(~Keskeny ég) címmel.

### Útikönyvek
- Yu Zemin: ~Európa más színben – (余泽民，《欧洲的另一种色彩 》，百苑文艺出版社; 第1版(2008年1月1日)), Száz Jüan Irodalmi Könyvkiadó, 2008, ISBN 7530648128, 9787530648124
- Yu Zemin: ~Iddogálások Európa-szerte – (余泽民，《欧洲醉行》，山东画报出版社; 第1版(2010年6月1日)), Shandong Könyvkiadó, 2010, ISBN 7807138823, 9787807138822
- Yu Zemin: ~Színes benyomások Európáról – (余泽民，《碎欧洲》，山东画报出版社; 第1版(2012年3月1日)), Shandong Könyvkiadó, 2012, ISBN 9787547405178, 7547405177

### Műfordításai
- Kertész Imre: Az angol lobogó (elbeszélés, 1991) – (凯尔泰斯·伊姆雷，《英国旗》，大陆：作家出版社，2003年6月。), Kína, Irodalmi Könyvkiadó, 2003
- Kertész Imre: Valaki más: a változás krónikája (1997) – (凯尔泰斯·伊姆雷，《另一个人》，大陆：作家出版社，2003年9月。), Kína, Irodalmi Könyvkiadó, 2003, ISBN 9787549565627
- Kertész Imre: Sorstalanság (1975) – (凯尔泰斯·伊姆雷，《命运无常》，大陆：作家出版社，2004年2月。), Kína, Irodalmi Könyvkiadó, 2004
- Kertész Imre: Gályanapló (1992) – (凯尔泰斯·伊姆雷，《船夫日记》，大陆：作家出版社，2004年9月。), Kína, Irodalmi Könyvkiadó, 2004,
- Esterházy Péter: Egy nő (1995) – (艾斯特哈兹·彼得，《一个女人》是2009年上海人民出版社出版的图书，), Shanghai Népi Könyvkiadó Vállalat, Shanghai, 2009, ISBN 9787208088856
- Esterházy Péter: Hrabal könyve (1990) – (艾斯特哈兹·彼得，《赫拉巴尔之书》是2010年上海人民出版社出版的图书，), Shanghai Népi Könyvkiadó Vállalat, Shanghai, 2010, ISBN 9787208088856
- Nádas Péter: Párhuzamos történetek, (2005) – (纳达斯·彼得，《平行故事》, 漫步文化 , 2015年4月。), Kulturális Barangolás Könyvkiadó, 2015, ISBN 9789869122023
- Márai Sándor: A gyertyák csonkig égnek (1942) – (马洛伊·山多尔，《烛烬 》出版社:译林出版社; 第1版(2015年10月1日)) Yilin Press, 2015, ISBN 9787544749527
- Bartis Attila: A nyugalom (2001) (巴尔提斯·阿蒂拉、《宁静海》出版社:人民文学出版社; 第1版(2011年3月1日)), Népi Irodalmi Könyvkiadó, 2011, ISBN 702008172X, 9787020081721
- Krasznahorkai László: Sátántangó

## Interjúk, portréfilmek
- Kávéházak – Yu Zemin (rövid portréfilm Yu Zeminről), Mi, ha nem magyar? (hungarikumfilm, 2011)
- Friderikusz (ATV Televízió, Budapest, 2016. február 4.)

## Díjai
- 2005: A 21. század csillaga díj - a legjobb fiatal kínai szerző díja
- 2015: The Open Book Award, Tajvan (Nádas Péter a Párhuzamos történetek 1. kötetéért, Yu Zemin a fordításért)
- 2017: Pro Cultura Hungarica díj[3]